# Orthotrichia bolyi
Orthotrichia bolyi är en nattsländeart som beskrevs av Guenda 1996. Orthotrichia bolyi ingår i släktet Orthotrichia och familjen smånattsländor. Inga underarter finns listade i Catalogue of Life.